# Gestumblindi
 (signalé en mai 2025).
Si vous disposez d'ouvrages ou d'articles de référence ou si vous connaissez des sites web de qualité traitant du thème abordé ici, merci de compléter l'article en donnant les références utiles à sa vérifiabilité et en les liant à la section « Notes et références ».
- Archive Wikiwix
- Bing
- Cairn
- DuckDuckGo
- E. Universalis
- Gallica
- Google
- G. Books
- G. News
- G. Scholar
- Persée
- Qwant
- (zh) Baidu
- (ru) Yandex
- (wd) trouver des œuvres sur Wikidata

Gestumblindi est un personnage de la mythologie nordique figurant dans la Saga de Hervor et du roi Heidrekr, ainsi que dans les écrits de Saxo Grammaticus, Gesta Danorum et Gestinblindus. Gestumblindi est également apparu, plus tardivement, dans plusieurs contes populaires scandinaves, comme le Gest Blinde. 

## Saga de Hervor et du roi Heidrekr
D'après cette saga, Gestumblindi était un homme puissant du Reidgotaland, c'est-à-dire un Goth, qui avait courroucé le roi Heidrek en refusant de payer son tribut.
Le roi Heidrek avait dans sa hird (sa suite), douze hommes chargés de régler les conflits légaux du royaume. Si l'un de ses sujets désirait se plaindre à son souverain, ces derniers avaient droit de vie et de mort sur lui, à condition qu'ils posent un roi un certain nombre d'énigmes que le roi ne pourrait résoudre. Heidrek envoya un message à Gestumblindi, lui disant que s'il ne se présentait pas à la cour au jour dit, Gestumblindi serait emprisonné.
Au désespoir, Gestumblindi offrit un sacrifice à Odin en lui demandant son aide. Peu après, un étranger se présenta à la demeure de Gestumblindi ; ce visiteur se nommait également Gestumblindi, et les deux hommes se ressemblaient tant que nul ne pouvait les distinguer l'un de l'autre. Ils échangèrent leurs vêtements, et Gestumblindi partit se cacher.
Chacun crut que le nouvel homme était le véritable Gestumblindi ; le visiteur alla trouver le roi Heidrek et lui posa de nombreuses énigmes. Celles-ci portaient principalement sur la nature, mais aussi sur la mythologie nordique, et Heidrek trouva la réponse à chacune d'entre elles. Ces énigmes sont présentées en détail dans la saga et sont parmi les plus intéressantes de la mythologie nordique.
Finalement, Odin/Gestumblindi posa à Heidrek l'énigme qu'il avait autrefois posé à Vafthruthnir — « qu'avait murmuré Odin à l'oreille de Baldr avant que celui-ci ne soit incinéré. » Heidrek réalisa alors que Gestumblindi n'était autre qu'Odin ; en colère, il voulut frapper le dieu avec son épée maudite, Tyrfing. Odin se changea en faucon, mais l'épée coupa une partie de la queue de l'oiseau ; c'est pourquoi les faucons ont une queue aussi courte.

## Gesta Danorum
Dans la Gesta Danorum, Saxo Grammaticus relate que Gestinblindus était un roi de Götaland qui s'était soumis, avec son royaume, au roi Frodi du Danemark, à la condition que Frodi le défende face à Alrik, roi de Suède.

## Source de la traduction
- (en) Cet article est partiellement ou en totalité issu de l’article de Wikipédia en anglais intitulé « Gestumblindi » (voir la liste des auteurs).